# Singapore Land Tower
Singapore Land Tower es un edificio de gran altura, en concreto mide  190 m (620 pies) y está localizado en el distrito financiero de Singapur. Su dirección exacta es el número 50 de Raffles Place, adyacente a la estación Raffles Place MRT. A solo 100 metros se encuentra el muelle Boat Quay o el rascacielos Collyer Quay.

## Historia
La construcción de la llamada Torre de Tierra de Singapur fue terminada en 1980, tras cuatro años de trabajos. La torre fue reformada y adecuada en agosto de 2003.
|                                      |
| Another view of Singapore Land Tower |